# Ремнёво (Московская область)
Ремнёво — хутор в Сергиево-Посадском районе Московской области России, входит в состав сельского поселения Селковского.

## Население
| 1926 | 2002 | 2006 | 2010 |
| ---- | ---- | ---- | ---- |
| 10   | ↘1   | →1   | →1   |

## География
Хутор Ремнёво расположен на севере Московской области, в восточной части Сергиево-Посадского района, примерно в 80 км к северу от Московской кольцевой автодороги и 28 км к северу от станции Сергиев Посад Ярославского направления Московской железной дороги.
В 11 км юго-восточнее хутора проходит Ярославское шоссе М8, в 20 км к югу — Московское большое кольцо А108, в 7 км к западу — автодорога Р104. Ближайшие населённые пункты — деревни Большие Дубравы и Ваулино.

## История
По материалам Всесоюзной переписи населения 1926 года — хутор Ново-Шурмовского сельсовета Хребтовской волости Сергиевского уезда Московской губернии с одним крестьянским хозяйством; проживало 10 человек (6 мужчин, 4 женщины).
- 1994—2006 гг. — хутор Селковского сельского округа Сергиево-Посадского района Московской области[7],
- 2006 — н. в. — хутор сельского поселения Селковское Сергиево-Посадского района Московской области[8][9].